# حملة الحرية والديمقراطية الليبية
- دعم المجلس الوطني الانتقالي بوصفه آلية مفيدة تعمل على المساعدة في عملية الانتقال إلى الديمقراطية، ولكن مع العلم أنه لا يملك شرعية قانونية .[1]
- تشرف لجنة من الأمم المتحدة على عملية الانتقال إلى الديمقراطية على غرار لجنة أدريان بيلت المنعقدة في نهاية الحرب العالمية الثانية التي أشرفت على استقلال ليبيا[2]
- نشر قوات حفظ السلام التابعة للأمم المتحدة
- إنشاء لجنة على غرار لجنة الحقيقة والمصالحة بجنوب أفريقيا
- الفصل بين الكنيسة والدولة، في إطار جو من حرية الاعتقاد بوصفها الطريقة المثلى لهزيمة الإسلام المتطرف وجماعة القاعدة[3]

وحاليًا تعمل هذه الحملة بالتعاون مع العديد من خلايا الفكر مثل نادي مدريد، ومؤسسة غورباتشوف ومؤسسة وستمنستر للديمقراطية، لتحقيق أهدافها.
في 14 يوليو 2011، أنشأت حملة الحرية والديمقراطية الليبية الحزب الديمقراطي (ليبيا)

## وصلات خارجية
- Official Website
- Video of policies being explained